# Sint-Martinuskerk (Wessum)
De rooms-katholieke parochiekerk Sint-Martinus is een monumentaal kerkgebouw aan het Kirchplatz te Wessum, een Ortsteil van Ahaus in de Kreis Borken (Noordrijn-Westfalen). De gemeente fuseerde op 25 mei 2015 met de Sint-Andreasgemeente van Wüllen en vormt tegenwoordig de gemeente Sint-Andreas en Martinus.

## Geschiedenis
De kerk was een oorspronkelijk aan Maria en Martinus gewijd kerkgebouw en werd als eigenkerk op het hof van de graven van Cappenberg gebouwd. In 1188 wordt de parochie voor het eerst genoemd. 
De huidige parochiekerk werd van zandsteen gebouwd en betreft een eenvoudige, gotische hallenkerk. De zadeldaktoren bezit karakteristieke trapgevels en wordt bekroond met een dakruiter. De beide trapgevels en de in zandsteen gemetselde wijzerplaat uit 1520 duiden op een latere vernieuwing van de toren na een zware brand. In 1899 werd de kerk met een oostelijk travee en tot een drieschepige hallenkerk vergroot. Daarbij werd de laatgotische stijl van het gebouw gerespecteerd en bleven het zuidelijke portaal met het daarboven liggende fraai vormgegeven maaswerkraam bewaard.
In maart 1945 werd de kerk tijdens een luchtaanval zo zwaar beschadigd, dat de erediensten voor een bepaalde tijd moesten worden verplaatst naar het parochiehuis. 
Een sacristie werd in 1971 toegevoegd.

## Inrichting
- Het neogotische hoogaltaar werd in 1915 gebouwd.
- De laatgotishe sacramentsnis werd in 1971 gerestaureerd.
- Het achthoekige doopvont uit de bouwtijd van de kerk is versierd met maaswerk.
- De in het kerkschip hangende dubbelmadonna is van hout en uit het einde van de 15e eeuw. Eén helft werd gereconstrueerd.
- In de toren hangen drie middeleeuwse klokken. Op de klok uit 1360 werd het hoofd van Christus ingekerfd. De klokken uit 1496 en 1499 werden door Geert van Wou gegoten.
- De passiezuil dateert uit de vroege 16e eeuw en staat tegenwoordig in de kerk om de zuil tegen weersinvloeden te beschermen. De parochie liet in 1991 een grotere replica van vier meter hoog maken die op het kerkplein staat opgesteld.